# Красноярский электровагоноремонтный завод
ОАО Красноярский электровагоноремонтный завод (КрЭВРЗ) — промышленное предприятие России, расположенное в городе Красноярске.

## История
Завод основан в 1898 году как Главные железнодорожные мастерские Сибирской дороги.
Во время первой русской революции, завод являлся центром Красноярской Республики, вскоре завод был обстрелян царским карательным отрядом.
В 1930 году мастерские были преобразованы в паровозовагоноремонтный завод.
Во время Великой Отечественной войны на территорию завода был эвакуирован  Полтавский и  Изюмский паровозовагоноремонтные заводы.
Наряду с ремонтом подвижного состава завод выпускал корпуса снарядов, миномётов, оборудовал бронепоезда и спецпоезда.
В 1971 году завод прекратил ремонт паровозов, перейдя на ремонт электропоездов и получил название электровагоноремонтный завод.
В связи с реформированием МПС РФ с 1 октября 2003 года Красноярский ЭВРЗ вошёл в состав ОАО «Российские железные дороги» в качестве филиала.
1 июля 2007 года Красноярский ЭВРЗ  стал самостоятельным юридическим лицом — ОАО «Красноярский электровагоноремонтный завод».
Начиная с января 2025 года на заводе начала работу базовая кафедра Красноярского института железнодорожного транспорта, основными задачами которой являются привлечение специалистов завода к учебному процессу, усиление практической направленности процесса обучения, оказание помощи в трудоустройстве выпускников. 

## Продукция
По состоянию на 2019 год завод осуществляет:
- капитальный ремонт и модернизацию плацкартных, купейных, почтово-багажных и специальных вагонов различного назначения
- капитальный ремонт и модернизацию электропоездов всех серий
- ремонт и восстановление  вагонов метрополитена
- капитальный ремонт грузовых вагонов
- ремонт тяговых электродвигателей электропоездов, тепловозов, электровозов,  вагонов метрополитена
- ремонт вспомогательных машин электрического подвижного состава
- производство колёсных пар
- ремонт колёсных пар
- гальванические услуги (цинкование, серебрение, никелирование, хромирование, полимерно-порошковое покрытие и др.)
- производство промышленных газов (кислород, азот)
- производство ЖБИ

Кроме того, завод выпускает широкий ассортимент комплектующих и запасных частей для подвижного состава железных дорог.

## Интересные факты
В 1997 году завод выпускал свои денежные суррогаты — товарные чеки, с номиналами от 1000 до 100000 единиц (товарные чеки были номинированы не в рублях, а в безразмерных единицах).